# Tzoumerka Norte
Tzoumerka Norte (en griego: Βόρεια Τζουμέρκα) es un municipio en el unidad periférica de Ioannina, en el Epiro, Grecia. La sede del municipio es la localidad de Eleousa. El municipio lleva el nombre de las montañas Tzoumerka.

## Municipio
El actual municipio de Tzoumerka Norte se formó en la reforma del gobierno local de 2011 por la fusión de los siguientes 7 municipios anteriores, que se convirtieron en unidades municipales:
- Kalarites
- Katsanochoria
- Matsouki
- Pramanta
- Sirako
- Tzoumerka
- Vathypedo